# Gary Kikaya
Gary Senga Kikaya, né le 4 février 1980 à Lubumbashi, est un athlète congolais (RDC) spécialiste du 400 mètres et ancien détenteur du record d'Afrique sur cette distance en 44 s 10.

## Jeunesse
Né à Lubumbashi le 4 février 1980, il quitte à l'âge de douze ans ce qui est encore le Zaïre, et part s'installer en Afrique du Sud, où son père, le diplomate et homme politique congolais Kikaya Bin Karubi, a été nommé en poste. Il passe son adolescence à Johannesbourg et découvre l'athlétisme dans le cadre scolaire, à la Queens High School et s'inspire de la Coupe du monde des nations 1998 se déroulant à Johannesbourg. Athlète complet et sprinteur accompli, il choisit néanmoins, sur les conseils d'un entraîneur, de se spécialiser sur le 400 mètres, distance sur laquelle il excelle particulièrement.
Mais ce n'est qu'en entrant à la Rand Afrikaans University (actuelle université de Johannesbourg), qu'il se consacre à l'athlétisme de haut niveau. Les résultats sont vite convaincants et il obtient en 2001 une bourse pour partir étudier la sociologie aux États-Unis, à l'université du Tennessee. Là-bas, il participe à de nombreuses compétitions universitaires avant de commencer une carrière professionnelle. Il gagna même en 2003 le titre NCAA de 400 mètres en salle, signant le record junior national de l'époque en 45 s 71.

## Carrière
En 2002, Gary Kikaya améliore incessamment son record personnel, pour le porter en plein air à 44 s 53 lors des championnats NCAA, record national. En 2003, il participe à ses premiers championnats du monde, à Paris et atteint les demi-finales (44 s 99), alors qu'il aurait dû y participer, les Américains Calvin Harrison et Jerome Young y étant disqualifiés pour dopage.
En 2004, à Budapest, aux Championnats du monde d'athlétisme en salle, il remporte la médaille de bronze sur 400 mètres. Durant la saison en estivale, il établit son meilleur chrono en 44 s 80 puis atteint les demi-finales des Jeux olympiques d'Athènes.
En 2005, il bat le record national du 200 m en 20 s 56. En six courses sur le 400 m, il remporte cinq d'entre elles, notamment en 44 s 91 à Heusden-Zolder et 44 s 81 à Oslo. Néanmoins, il ne parvient pas à entrer en finale des championnats du monde d'Helsinki, réalisant un décevant chrono de 46 s 15.

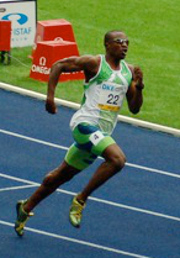
Gary Kikaya à Berlin en 2006.

En 2006, la progression se concrétise pour le Congolais qui remporte 4 de ses 5 courses. À Rome, en course B, il s'impose en 44 s 66 puis égale son record national de 44 s 53 à Stockholm. Le 12 juin, il court le 200 m en 20 s 40 (+ 0,2 m/s), record national. En juillet, il remporte le titre des championnats d'Afrique, le premier de sa carrière pour sa première participation. Il poursuit en réalisant 44 s 54 à Zurich pour une troisième place, puis 44 s 62 à Bruxelles. Début septembre, il améliore son record personnel et national à Rieti en 44 s 46 puis en 44 s 43 à Berlin.
Le 9 septembre, il bat le record d'Afrique du 400 mètres en établissant un temps de 44 s 10 lors de la  Finale mondiale de l'athlétisme à Stuttgart (derrière l'américain Jeremy Wariner et devant LaShawn Merritt). Le précédent record remontait au 19 août 1987, et avait été établi par le nigérian Innocent Egbunike à Zurich en 44 s 17.
En 2007, il court trois fois sous les 45 secondes avant les championnats du monde d'Osaka, avec pour meilleur temps 44 s 60. Aux mondiaux, il s'arrête en demi-finale à nouveau (45 s 14) puis termine 4e de la Finale mondiale de l'athlétisme.
En 2008, il atteint une nouvelle fois les demi-finales des Jeux olympiques, à Pékin, en 44 s 94. En juin 2009, il fait 45 s 68 au meeting de Berlin et prend la deuxième place derrière le bahaméen Chris Brown (45 s 61) et devant un autre bahaméen Michael Mathieu (45 s 98). Étant descendu sous les 45 secondes l'année précédente, Gary Kikaya est automatiquement qualifié pour les championnats du monde de Berlin mais est disqualifié en séries des championnats.
En deçà de sa forme par rapport à ses plus beaux jours, Gary Kikaya arrache la médaille de bronze lors des championnats d'Afrique 2010 à Nairobi, en 45 s 28. Aligné aux mondiaux de 2011 sans avoir couru une seule course durant la saison, il ne prend pas part à sa série. Le 12 mai 2012 à Ponce, il court la dernière course de sa carrière en 47 s 57.

## Vie privée
Fils de Kikaya Bin Karubi, il est le second d'une fratrie de sept enfants. Il vit désormais à Raleigh, aux États-Unis.
En 2006, il est diplômé en sociologie avec une mineur de français.

## Palmarès
| Date | Compétition                    | Lieu          | Résultat | Épreuve   | Temps   |
| ---- | ------------------------------ | ------------- | -------- | --------- | ------- |
| 2003 | Championnats du monde          | Paris         | sf       | 400 m     | 44 s 99 |
| 2004 | Championnats du monde en salle | Budapest      | 3e       | 400 m     | 46 s 30 |
| 2004 | Jeux olympiques                | Athènes       | sf       | 400 m     | 45 s 58 |
| 2005 | Championnats du monde          | Helsinki      | sf       | 400 m     | 46 s 15 |
| 2006 | Championnats d'Afrique         | Bambous       | 1er      | 400 m     | 45 s 03 |
| 2006 | Finale mondiale                | Stuttgart     | 2e       | 400 m     | 44 s 10 |
| 2006 | Coupe du monde des nations     | Athènes       | 2e       | 400 m     | 44 s 66 |
| 2007 | Championnats du monde          | Osaka         | sf       | 400 m     | 45 s 14 |
| 2007 | Finale mondiale                | Stuttgart     | 4e       | 400 m     | 45 s 58 |
| 2008 | Jeux olympiques                | Pékin         | sf       | 400 m     | 44 s 94 |
| 2008 | Finale mondiale                | Stuttgart     | 6e       | 400 m     | 45 s 92 |
| 2009 | Championnats du monde          | Berlin        | séries   | 400 m     | DQ      |
| 2009 | Finale mondiale                | Thessalonique | 5e       | 400 m     | 45 s 72 |
| 2010 | Championnats d'Afrique         | Nairobi       | 3e       | 400 m     | 45 s 28 |
| 2010 | Coupe continentale             | Split         | 3e       | 4 × 400 m |         |
| 2011 | Championnats du monde          | Daegu         | séries   | 400 m     | DNS     |

## Records
| Épreuve | Épreuve   | Performance  | Lieu         | Date             |
| ------- | --------- | ------------ | ------------ | ---------------- |
| 200 m   | Plein air | 20 s 40 (NR) | Karlskrona   | 12 juin 2006     |
| 200 m   | En salle  | 21 s 23      | Blacksburg   | 18 janvier 2003  |
| 400 m   | Plein air | 44 s 10 (NR) | Stuttgart    | 9 septembre 2006 |
| 400 m   | En salle  | 45 s 71 (NR) | Fayetteville | 15 mars 2003     |